# Huỳnh Hỏa 1
Huỳnh Hỏa 1 (giản thể: 萤火一号; phồn thể: 螢火一號; bính âm: Yínghuǒ Yīhào) là một thăm dò Sao Hỏa thăm dò không gian của Trung Quốc, và sẽ được Trung Quốc đầu tiên tàu vũ trụ để khám phá Sao Hỏa. Nó được phóng từ sân bay vũ trụ Baikonur, Kazakhstan, ngày 8 tháng 11 năm 2011, cùng với tàu vũ trụ lấy mẫy Fobos-Grunt của Nga với mục đích lấy mẫu của vệ tinh Phobos của Sao Hỏa. Tàu Huỳnh Hỏa 1 nặng 115 kilôgam (254 lb) sẽ bay quanh Sao Hỏa khoảng hai năm, nghiên cứu bề mặt của hành tinh, khí quyển, tầng điện ly và từ trường.
Phi thuyền Fobos-Grunt của Nga và phi thuyền Huỳnh Hỏa 1 của Trung Quốc được phóng lên vệ tinh Phobos của Sao Hỏa bằng tên lửa Zenit tại sân bay vũ trụ Baikonur vào ngày 8 tháng 11 năm 2011. Nếu mọi thứ diễn ra theo đúng kế hoạch, hai phi thuyền sẽ tới Phobos sau 11 tháng sau khi phóng. Sau đó chúng tách ra để bay theo hai hướng khác nhau. Tàu của Trung Quốc bay quanh Sao Hỏa, còn tàu của Nga lấy mẫu đất, đá trên vệ tinh Phobos rồi trở về.